# Stimulation crânienne par électrothérapie
Pour les articles homonymes, voir CES.
La stimulation crânienne par électrothérapie (CES) ou stimulation transcrânienne à courant alternatif  (tACS), est une forme de neurostimulation et plus particulièrement de stimulation électrique transcrânienne (tES) consistant à délivrer de petites impulsions de courant alternatif au moyen d'électrodes sur la tête. Il s'oppose à la stimulation transcrânienne à courant direct (tDCS) dans laquelle le courant est constant et continu.
La CES est utilisée avec l'intention de traiter une variété de symptômes tels que l'anxiété, la dépression et l'insomnie. La CES a été proposée comme un traitement possible pour les maux de tête, la fibromyalgie, l'arrêt du tabac et le sevrage aux opiacés. Cependant, il y a peu de preuves de l'efficacité de ce traitement pour bon nombre de ces utilisations, même pour la dépression aiguë, où le nombre de preuves est insuffisant.

## Utilisations médicales
En 2014, la revue Cochrane n'a pas trouvé suffisamment de preuves pour déterminer si oui ou non la CES avec le courant alternatif est sûre et efficace pour le traitement de la dépression. Toutefois une récente méta-analyse (102 études) publiée dans Science translational medicine (mai 2023) semble confirmer une amélioration cognitive modeste à modérée chez les patients sains âgés ainsi que chez les patients psychiatriques.

## Description
Des électrodes sont placées sur les lobes de l'oreille, à la jonction de l'os maxillaire et de l'os occipital, sur la processus mastoïde ou les tempes.
En dépit de la longue histoire de la CES, ses principes sous-jacents et les mécanismes en jeu ne sont pas encore clairs.

## Histoire
La stimulation électrique de faible intensité est mentionné dans les études de courants galvaniques chez les humains et les animaux dirigé par Giovanni Aldini, Alessandro Volta et d'autres au 18e siècle. Aldini a expérimenté avec séparation galvanique sur lui dès 1794 et a traité avec succès des patients souffrant de mélancolie à l'aide de courants de faible intensité en 1804.
La CES a d'abord été étudiée pour l'insomnie. Appelée electrosleep therapy, elle est également connue sous le nom de stimulation électro-crânienne, ou encore électrothérapie transcrânienne.
En raison de la hausse des traitements pharmaceutiques pour la dépression, l'anxiété et l'insomnie, tels que le Prozac dans les années 1980 et l'Ambien dans les années 1990, la CEs n'était pas un traitement bien connu par les médecins et les patients. En 2011, les appareils ont reçu l'attention du Wall Street Journal.

## Réglementation
Aux États-Unis, la technologie CES est classée par la Food and Drug Administration (FDA) en tant que dispositif médical de Classe III et doit être dispensée par ou sur l'ordre d'un titulaire d'une licence professionnel de la santé, c'est-à-dire un médecin, un psychiatre, une infirmière praticienne, un psychologue, un médecin assistant, ou un ergothérapeute possédant une licence d'électrothérapie, selon les règlements en vigueur dans l'état concerné. Les États-Unis exigent pour l'utilisation de cette technologie une prescription d'un professionnel de la santé autorisé. La FDA indique qu'il y a 11 appareils CES autorisés à la commercialisation aux États-Unis,.
En juin 2014, la FDA annonce qu'elle a déterminé qu'il existe suffisamment de données pour établir des contrôles spéciaux, et que ces contrôles, avec des contrôles généraux, permettront de fournir une assurance raisonnable de sécurité et d'efficacité pour ces appareils. La FDA prévoit de publier un projet de décret à l'avenir pour le reclassement de l'appareil de CES dans la classe II.

## Comparaison avec d'autres techniques de tES

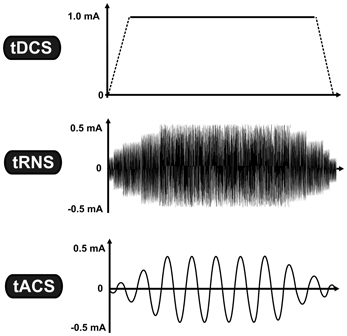
Alors que la tDCS utilise un courant d'intensité constante, la tRNS et la tACS utilisent un courant oscillant. L'axe vertical représente l'intensité du courant en milliampères (mA), tandis que l'axe horizontal représente le temps.

Alors que TDCS utilise un courant d'intensité constante, la tRNS et la tACS utilisent un courant oscillant. La stimulation électrique transcrânienne (tES) comprend généralement les techniques suivantes :
- La stimulation transcrânienne à courant alternatif (tACS)
- La stimulation transcrânienne à courant direct (tDCS)
- La stimulation transcrânienne par bruit aléatoire (tRNS)
- La stimulation transcrânienne à courant pulsé (tPCS)